# Gipsyjazz

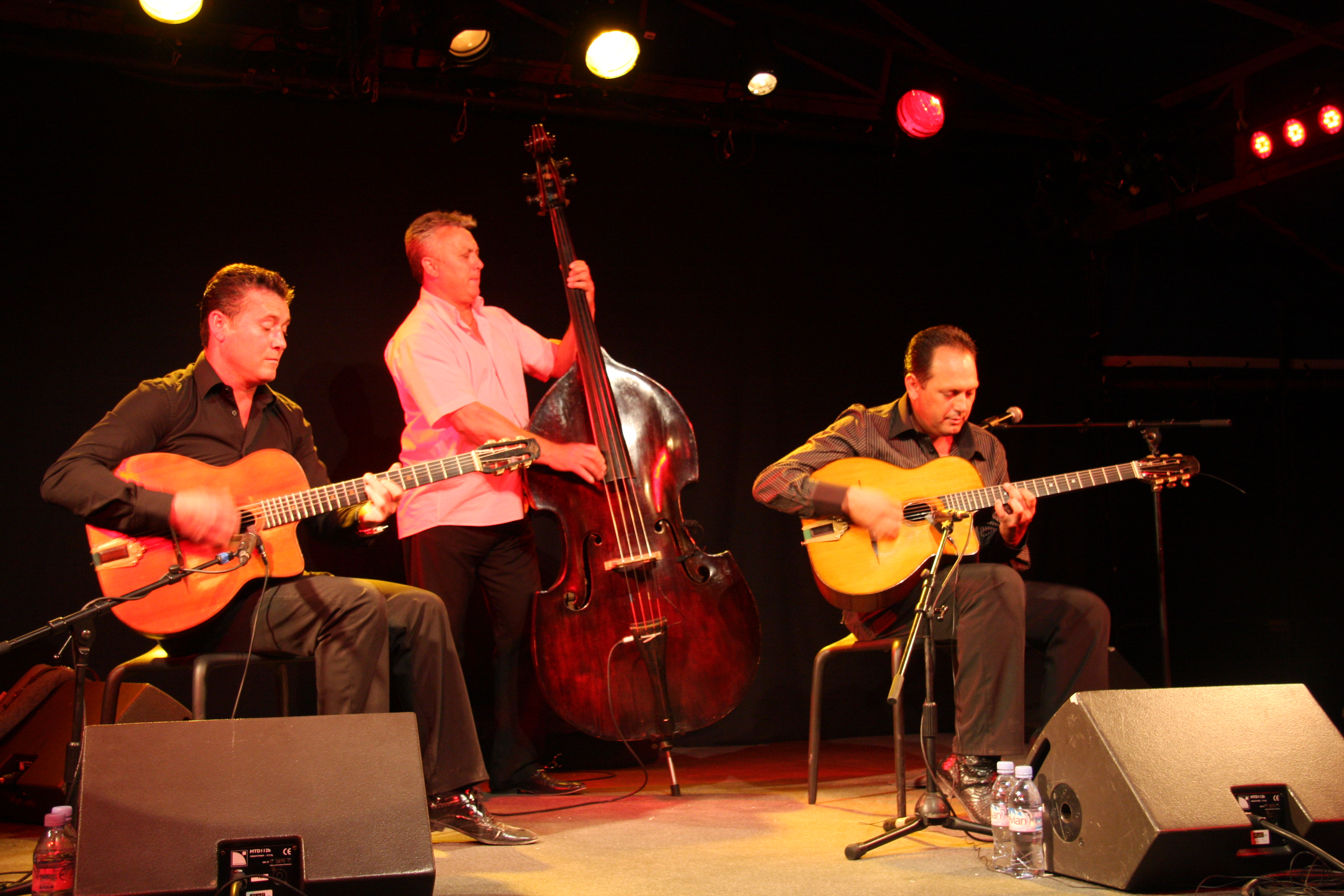
Rosenberg Trio in 2009

Gipsyjazz, hot club de France, jazz manouche, swing manouche en zigeunerjazz zijn eigenlijk allemaal namen voor dezelfde muziekstijl die is ontstaan in de jaren dertig van de 20e eeuw, onder invloed van zigeunermuziek.
De schepper van deze stijl is de in België geboren Sinti-gitarist Django Reinhardt, die samen met violist Stéphane Grappelli het ensemble "Quintette du Hot Club de France" vormde. Dit ensemble had in de loop der tijd wisselende ritmesectieleden (meestal twee ritmegitaristen en een bassist). Het repertoire bestaat uit Amerikaanse swingnummers zoals All of Me en It don't mean a thing, en uit composities van Django zelf, zoals Nuages en Minor Swing. De bezetting is zeer karakteristiek voor deze stijl van muziek: het zijn allemaal snaarinstrumenten. De rol van de ritmegitarist(en) is zowel ritmisch als harmonisch. Doordat er geen drums bijzitten, geeft de ritmegitarist de pulse en slaat vier keer per maat een akkoord aan: boem tjik boem tjik. De bassist speelt meestal in twee.
Gispy jazz kan op elke soort gitaar gespeeld worden, maar veel gitaristen geven de voorkeur aan de akoestische Selmer Maccaferri of een replica van een andere fabrikant. Voor ritmebegeleiding wordt meestal het model "grande bouche" met D-vormig klankgat gebruikt, voor solowerk het model met een kleiner, ovaal klankgat, de "petite bouche". Omdat een gitaar met groot volume nodig is, wordt gipsyjazz typisch op een gitaar met stalen snaren gespeeld, die met een plectrum worden aangeslagen. Het karakteristieke, pompende geluid van de begeleidende gitarist wordt pompe manouche genoemd.
Gipsyjazz is de eerste in Europa ontstane jazzstijl. Voordien speelden Franse muzikanten in de jaren twintig al Valse Musette met een swingaccent. Ook Django Reinhardt speelde in zijn jonge jaren deze driekwartsmaatdansmuziek. Hij werd later de eerste vertegenwoordiger van gipsyjazz die wereldfaam oogstte. Tegenwoordig is Stochelo Rosenberg wereldwijd waarschijnlijk de bekendste speler van deze stijl. Andere prominente gitaristen van de swingjazz zijn Bireli Lagrene, Tchavolo Schmitt (bekend van Tony Gatlifs film 'Swing'), Dorado Schmitt en zijn zoon Samson Schmitt, Fapy Lafertin, Jimmy Rosenberg, John Jorgenson, Angelo Debarre, Babik Reinhardt, Patrick Saussois, Raphaël Fays, Ritary Gaguenetti, Dario Pinelli, Robin Nolan, Mandino Reinhardt, Stephane Wrembel, Lulu White, Yorgui Loeffler, Diknu Schneeberger en Joscho Stephan. Sterke ritmegitaristen in dit genre zijn onder meer Holzmanno Winterstein, Paul "Hono" Winterstein en Kevin Nolan. De laatste is een broer van Robin Nolan.
Bekende voorbeelden bij het vertolken van gipsyjazz zijn ook de violist Schuckenack Reinhardt, de muzikanten van het Rosenberg Trio en de Basily Gipsy Band van Popy Basily, die nummers uit het zigeunerrepertoire op jazzachtige wijze vertolken.